# Comisión Federal para la Protección contra Riesgos Sanitarios

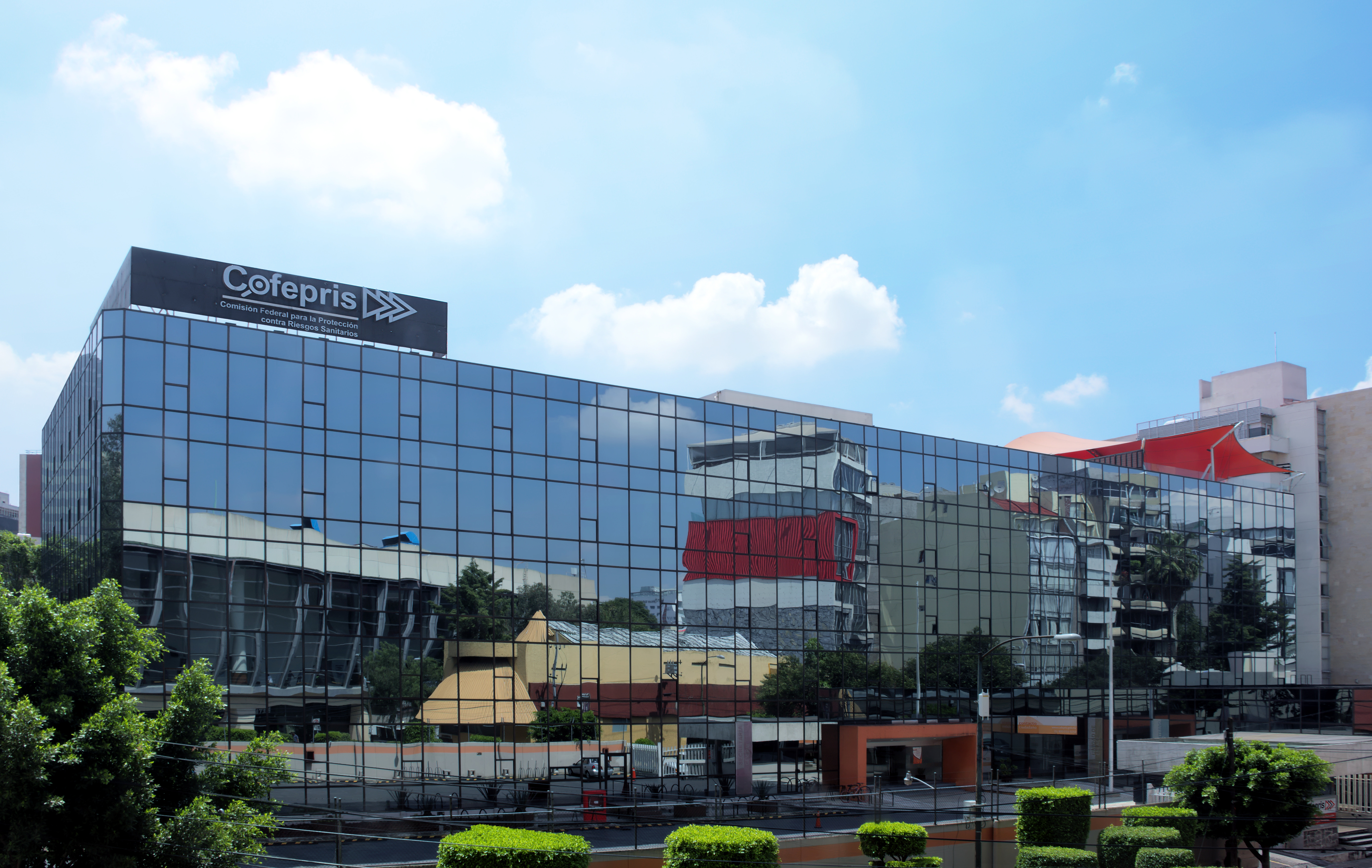
Sitz der Cofepris in Mexiko-Stadt, Bezirk Benito Juárez

Die Comisión Federal para la Protección contra Riesgos Sanitarios (deutsch: Bundeskommission zum Schutz vor Gesundheitsrisiken), kurz Cofepris, ist die mexikanische Gesundheitsbehörde mit Sitz in Mexiko-Stadt. Sie ist dem mexikanischen Gesundheitsministerium (SALUD) unterstellt und zuständig für die Regulierung von Produkten, Tätigkeiten, Dienstleistungen und Einrichtungen im mexikanischen Gesundheitswesen.
Der kontrollierte Bereich umfasst Herstellung, Inverkehrbringen, Import und Export von Lebensmitteln und Getränken, Tabakerzeugnissen, Gesundheitsprodukten wie Arzneimittel, Medizinprodukte, Impfstoffe, Biotechnologika, Blut- und Gewebezubereitungen usw., kosmetischen Mitteln/Körperpflegeprodukten, Pestiziden und Düngemitteln, ferner Gesundheitsdienstleistungen, Gesundheitsschutz am Arbeitsplatz und gegenüber Umweltrisiken sowie Werbung. Mit den von der Cofepris regulierten Gütern und Leistungen werden nahezu 10 Prozent des mexikanischen Bruttoinlandsprodukts erwirtschaftet.

## Organisation

### Aufgaben
Die Aufgaben der Cofepris sind im „Allgemeinen Gesundheitsgesetz“ (Ley General de Salud) Mexikos niedergelegt und umfassen:
- Empfehlungen für die Politik des Gesundheitsministeriums mit Bezug auf den Schutz vor Gesundheitsrisiken in den Bereichen Gesundheitseinrichtungen, Arzneimittel und andere Gesundheitsprodukte (pflanzliche Mittel, Nahrungsergänzungsmittel), Medizinprodukte, biotechnologische Produkte, Lebensmittel und Getränke, kosmetische Mittel, Tabakerzeugnisse, Pestizide, Pflanzennährstoffe, Rohstoffe und Zusatzstoffe für die Herstellung der vorstehend genannten Produkte, giftige oder gefährliche Substanzen sowie Prävention und Kontrolle von schädlichen Auswirkungen von Umweltfaktoren auf die menschliche Gesundheit, Gesundheit am Arbeitsplatz und hygienische Grundversorgung
- Ausarbeitung und Herausgabe offizieller Standards in Bezug auf Produkte, Tätigkeiten, Einrichtungen des Gesundheitsbereiches
- Bewertung, Erteilung oder Widerruf von im Zuständigkeitsbereich erforderlichen Genehmigungen, beispielsweise Zulassungen für Arzneimittel (Arzneimittelzulassung) und Medizinprodukte
- Ausstellen von offiziellen Zertifikaten für Prozesse, Produkte, Methoden, Einrichtungen, Dienstleistungen oder Aktivitäten im Gesundheitsbereich
- Kontrolle und Überwachung von Gesundheitsprodukten und der damit verbundenen Tätigkeiten, ihrer Ein- und Ausfuhr sowie der verarbeitenden Betriebe, Überwachung auf Einhaltung der Verordnungen gemeinsam mit der Exekutive
- Ermittlung von Gesundheitsrisiken (im Zuständigkeitsbereich der Cofepris)
- Kontrolle und Überwachung der Werbung im Gesundheitswesen
- Kontrolle und Überwachung der Verfügbarmachung und Übertragung (Transplantation) von Organen, Geweben und Zellen von Menschen
- Verhängung von Sanktionen und Anordnung von Sicherheitsmaßnahmen im Rahmen der Zuständigkeit.

### Kommissare
Der Kommissar (Leiter der Behörde) wird auf Vorschlag des Gesundheitsministers vom mexikanischen Präsidenten ernannt.
- Ernesto Enríquez Rubio (2002–2006)
- Juan Antonio García Villa (2006–2008)
- Miguel Ángel Toscano Velasco (2008–2011)
- Mikel Andoni Arriola Peñalosa (2011–2016)
- Julio Sánchez y Tépoz (2016–2018)[2]
- José Alonso Novelo Baeza (2018–2021)[3][4]
- Alejandro Svarch Pérez (seit 2021)[5]

### Struktur
Cofepris verfügt über folgende Einheiten und Verwaltungsorgane:
Organe:
- El Consejo Interno (CI) – Interner Rat
- El Consejo Científico (CC) – Wissenschaftlicher Rat
- El Consejo Consultivo Mixto (CCM) – Gemeinsamer Beirat
- El Consejo Consultivo de la Publicidad (CCP) – Beirat für Werbung

Verwaltungseinheiten:
- Comisión de Evidencia y Manejo de Riesgos (CEMAR) – Kommission für Evidenz und Risikomanagement
- Comisión de Fomento Sanitario (CFS) – Kommission für Gesundheitsförderung
- Comisión de Autorización Sanitaria (CAS) – Kommission für Zulassungen im Gesundheitswesen
- Comisión de Operación Sanitaria (COS) – Kommission für sanitäre Maßnahmen
- Comisión de Control Analítico y Ampliación de Cobertura (CCAyAC) – Kommission für analytische Kontrolle und Ausweitung des Geltungsbereichs
- Coordinación General del Sistema Federal Sanitario (CGSFS) – Allgemeine Koordination des föderalen Gesundheitssystems
- Coordinación General Jurídica y Consultiva (CGJC) – Allgemeine Koordination Recht und Beratung
- Secretaría General (SG) – Generalsekretariat

Zudem gibt es ein allgemeines Dienstleistungszentrum, El Centro Integral de Servicios (CIS).

## Geschichte

### Gründung

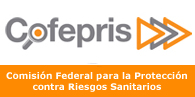
Ehemaliges Logo der Cofepris

Die Errichtung der Cofepris erfolgte auf der Rechtsgrundlage durch das „Allgemeine Gesundheitsgesetz“ (Ley General de Salud), Artikel 17a, als autonome und dezentrale Behörde des Gesundheitsministeriums und wurde am 5. Juli 2001 im Amtsblatt der mexikanischen Föderation bekanntgegeben. Die Cofepris ersetzt das Subsecretaría de Regulación y Fomento Sanitario („Untersekretariat für Regulierung und Gesundheitsförderung“).

### Reform 2011
Nach fast 10-jährigem Bestehen leitete die Cofepris im März 2011 einen Modernisierungsprozess ein mit dem Ziel, ihre Dienste zu verbessern und den Zulassungsprozess für Medikamente und andere pharmazeutische und medizinische Erzeugnisse zu optimieren. Unregelmäßigkeiten und intransparente Verfahren hatten Genehmigungsanträge in Mexiko zu einem unsicheren Unterfangen gemacht. Noch im Jahr 2010 etwa wurden lediglich zwei neuartige Arzneimittel zugelassen.
Bis 2015 hat die Cofepris daraufhin eine umfassende Umgestaltung und Modernisierung durchlaufen. Der Rückstand von rund 8000 Anträgen auf Marktzulassung der letzten Jahre wurde beseitigt, anstehende gesetzliche Aktualisierungen herausgegeben und ein umfassendes Programm zur Vereinfachung der Verwaltung, zur internationalen Harmonisierung und zur verstärkten Überwachung der Hygiene wurde umgesetzt.
- Die Antragsbearbeitung wurde neu strukturiert, indem Genehmigungsanträge nicht mehr ausschließlich in der Reihenfolge des Eingangs, sondern strukturiert nach Antragsart (Neuzulassung, Verlängerung, Änderung) und nach Produktart und -risiko abgearbeitet werden. In die initiale Antragsbearbeitung wurden „autorisierte Drittparteien“ (Terceros Autorizados) einbezogen, was bedeutet, dass private oder öffentliche Organisationen eine Erstbewertung („Vorzulassung“) vornehmen, die die Behörde für das anschließende eigene Bewertungsverfahren berücksichtigt. Zusätzlich wurden beschleunigte Verfahren für solche Anträge geschaffen („Fast-track-Verfahren“).[10]

- Die 2012 geschlossene „Vereinbarung zur Förderung der Innovation“ erlaubt der Cofepris, Medikamente mit neuen Wirkstoffen, die bereits von den Arzneimittelbehörden der USA, EU, Australien, Kanada oder der Schweiz registriert wurden, in einem beschleunigten Verfahren zuzulassen.[11] Ein mit USA, Kanada und Japan für Medizinprodukte vereinbartes „Äquivalenz-Abkommen“ erkennt die erforderlichen Tests und Bewertungsverfahren dieser Länder als gleichwertig an zu den mexikanischen, was die Erlangung einer Vermarktungserlaubnis begünstigt.[12] Die ferner in zwei Stufen erfolgte Befreiung von der Registrierungspflicht für insgesamt über 2200 als unbedenklich eingestufte Medizinprodukte hat Markteintrittsbarrieren weiter gesenkt.[13]

Nachdem die 2013 erlassenen Regelungen für biotechnologische Arzneimittel sich als unzureichend herausgestellt hatten, wurden sie 2015 revidiert, indem die Notwendigkeit strengerer Anforderungen für Biosimilars berücksichtigt wurde.

### Das „5/15-Programm“ von 2016
2016 präsentierte die Cofepris das Programm „5 Grundsätze und 15 Maßnahmen zum Schutz vor Gesundheitsrisiken“. Es basiert auf den fünf Grundpfeilern Ethik, Transparenz, Technisierung, Effizienz und Wettbewerbsfähigkeit und dient dem Gesundheitsschutz der mexikanischen Bevölkerung. Das Programm sah eine Ausweitung des Informations- und Beratungsangebotes für Bürger und eine Intensivierung der allgemeinen Hygieneüberwachung vor. Vereinfachung und Deregulierung von Genehmigungsverfahren sowie die Schaffung von regulatorischen Leitlinien für Unternehmen in den wirtschaftlich bedeutsamen Sektoren Lebensmittel, Pharma und Chemie sollten den Abbau von Marktzutrittshemmnissen unterstützen und damit die Verfügbarkeit von Gesundheitsprodukten weiter verbessern. Maßnahmen zur Stärkung der klinischen Forschung in Mexiko, des nationalen Pharmakovigilanzsystems und der Überwachung illegaler Produkte betrafen Aspekte der Sicherheit. Weitere Programmpunkte waren die Errichtung eines Cofepris-Kompetenzzentrums, die Aufnahme in das Pharmaceutical Inspection Co-operation Scheme (PIC/S), die Rezertifizierung durch die panamerikanische Gesundheitsorganisation (PAHO) sowie die Modernisierung der Laboratorien der Untersuchungskommission für Qualitätskontrolle (Comisión de Control analítico y Ampliación de Cobertura, CCAYAC).

### Arzneimittelzulassung
2011 erteilte die Cofepris die erste Arzneimittelzulassung für ein ausländisches Pharmaunternehmen. Die Verpflichtung für Pharmafirmen, eine Produktionsstätte in Mexiko vorweisen zu müssen, um im Land vermarkten zu dürfen, war durch eine Gesetzesänderung 2008 abgeschafft worden, was das Potential für die Pharmabranche erheblich steigerte.
Die 2011 eingeleiteten Reformen verbesserten die Situation für Arzneimittelzulassungen ebenfalls deutlich. Der mexikanische Verband der forschenden Pharmaindustrie (Asociación Mexicana de Industrias de Investigación Farmacéutica, Amiif) äußerte sich Anfang 2017 positiv zur Entwicklung und verwies darauf, dass unter den Zulassungen der vorangegangenen vier Jahre 214 Medikamente mit neuen Wirkstoffen waren. Bis Ende 2018 wuchs die Zahl auf 370 an. Ebenso wurde seit 2011 eine Vielzahl von Generika zugelassen.
2015 genehmigte Mexiko als erstes Land der Welt einen Dengue-Virus-Impfstoff  (Dengvaxia) zur Vorbeugung gegen das Denguefieber.
Weitere Modernisierungen in jüngerer Zeit betreffen die elektronische Antragseinreichung, weitere Befugnisse für die „autorisierten Drittparteien“ und neue Bestimmungen für das „Komitee für Neue Moleküle“ (Comité de Moléculas Nuevas, CMN), welches sich speziell mit neuartigen Wirkstoffen befasst.

### Sektorprogramm 2020–2024
In einem 2020 veröffentlichten Sektorprogramm 2020–2024 des mexikanischen Gesundheitsministeriums wird auf die Notwendigkeit einer Umstrukturierung der Cofepris verwiesen.

## Internationale Anerkennung und Zusammenarbeit

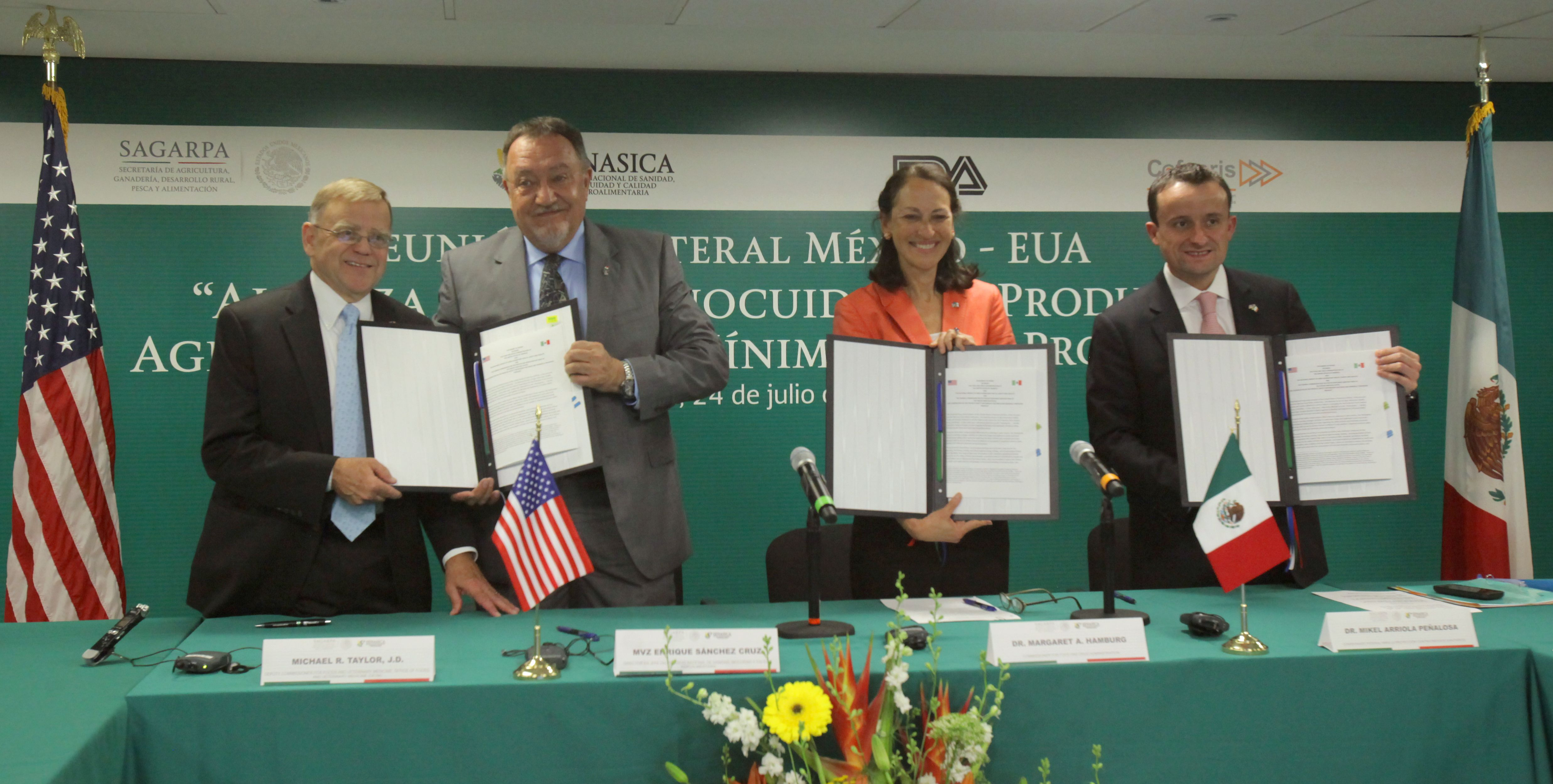
Unterzeichnung eines Abkommens durch die mexikanischen Behörden Cofepris und SENASICA mit der US-amerikanischen FDA im Bereich Lebensmittelsicherheit im Jahr 2014

2012 zertifizierte die Panamerikanische Gesundheitsorganisation (PAHO) auf Empfehlung der Weltgesundheitsorganisation (WHO) die Cofepris als sogenannte National Regulatory Authority of Regional Reference („Nationale Regulierungsbehörde für regionale Referenz“, „Nationale Referenzbehörde“) eine Auszeichnung für regulatorische Kompetenz im Arzneimittelbereich. Sie hat zur Folge, dass von der Cofepris erteilte Zulassungen in den sieben lateinamerikanischen Ländern (Stand 2016) Ecuador, El Salvador, Kolumbien, Chile, Costa Rica, Panama und Belize anerkannt werden können. Im Jahr 2017 wurde die Cofepris als Nationale Referenzbehörde (Level 4, d. h. inklusive Biologika) rezertifiziert. Ab 2014 war die Cofepris für drei Jahre als Functional National Regulatory Authority durch die WHO akkreditiert, wodurch Mexiko eine regulatorische Beteiligung an der weltweiten Impfstoffversorgung erhielt und damit zur weltweiten Eliminierung und Ausrottung von übertragbaren Krankheiten beiträgt. Die Ausübung einer solchen Funktion ist an bestimmte Voraussetzungen geknüpft wie das Vorhandensein von definierten Zulassungsanforderungen für Impfstoffe, eines Systems für die chargenbezogene Freigabe, ein Pharmakovigilanzsystem, Nutzbarkeit von analytischen Laboren, regelmäßige GMP-Inspektionen der Impfstoffhersteller und Überwachung von klinischen Studien mit Impfstoffen.
Die Auszeichnungen haben ferner Bedeutung vor dem Hintergrund der Beteiligung der Cofepris an internationalen Kooperationsprojekten wie der „Interinstitutionellen Vereinbarung zwischen den Gesundheitsbehörden der Pazifischen Allianz“ und Mitgliedschaften wie in der International Coalition of Medicines Regulatory Authorities (ICMRA) oder im International Council for Harmonisation of Technical Requirements for Pharmaceuticals for Human Use (ICH), dem Mexiko 2016 als Beobachterland beigetreten ist. Auswirkungen werden auch mit Blick auf die Förderung der heimischen Impfstoffindustrie gesehen.
2018 erfolgte die Aufnahme der Cofepris in das PIC/S.